# Macintyre River
Der Macintyre River ist ein Fluss im Nordosten des australischen Bundesstaates New South Wales. Teilweise bildet er die Grenze zwischen New South Wales und Queensland.

## Verlauf
Die Quelle liegt an den Westhängen des Mount Rumbee nordwestlich von Guyra und südwestlich von Glen Innes im Tafelland von New England. Von dort fließt der Fluss nach Nordwesten durch Inverell, Ashford und Yetman.
Wenige Kilometer östlich von Boggabilla mündet der Dumaresq River ein, der bis dahin die Grenze nach Queensland bildet. Westlich der Mündung bildet der Macintyre River diese Grenze und fließt zwischen Boggabilla und Goondiwindi nach Westen. Er verzweigt sich vor Mungindi in den Barwon River und den Boomi River.
Nebenflüsse des Macintyre River sind der Swanbrook Creek, der bei Inverell einmündet, der Severn River mit seiner Mündung bei Ashford und der Dumaresq River, der in Boggabilla einmündet. Diese Flüsse zählen zu den Border Rivers, einer Gruppe von Flüssen an der Grenze zwischen den beiden Bundesstaaten.
Der Macintyre River führt oft Hochwasser und die größte Stadt am Fluss, Goondiwindi, besitzt Flutmauern, die Wasserstände bis zu 11 m über Normal standhalten, wie sie während der großen Überschwemmungen in Queensland zum Jahreswechsel 2010 / 2011 vorkamen.